# Monte Cassorso
Il Monte Cassorso (2 776 m s.l.m) è una vetta divisa tra il comune di Canosio e quello di Acceglio, entrambi nella provincia di Cuneo, nella regione Piemonte.

## Caratteristiche

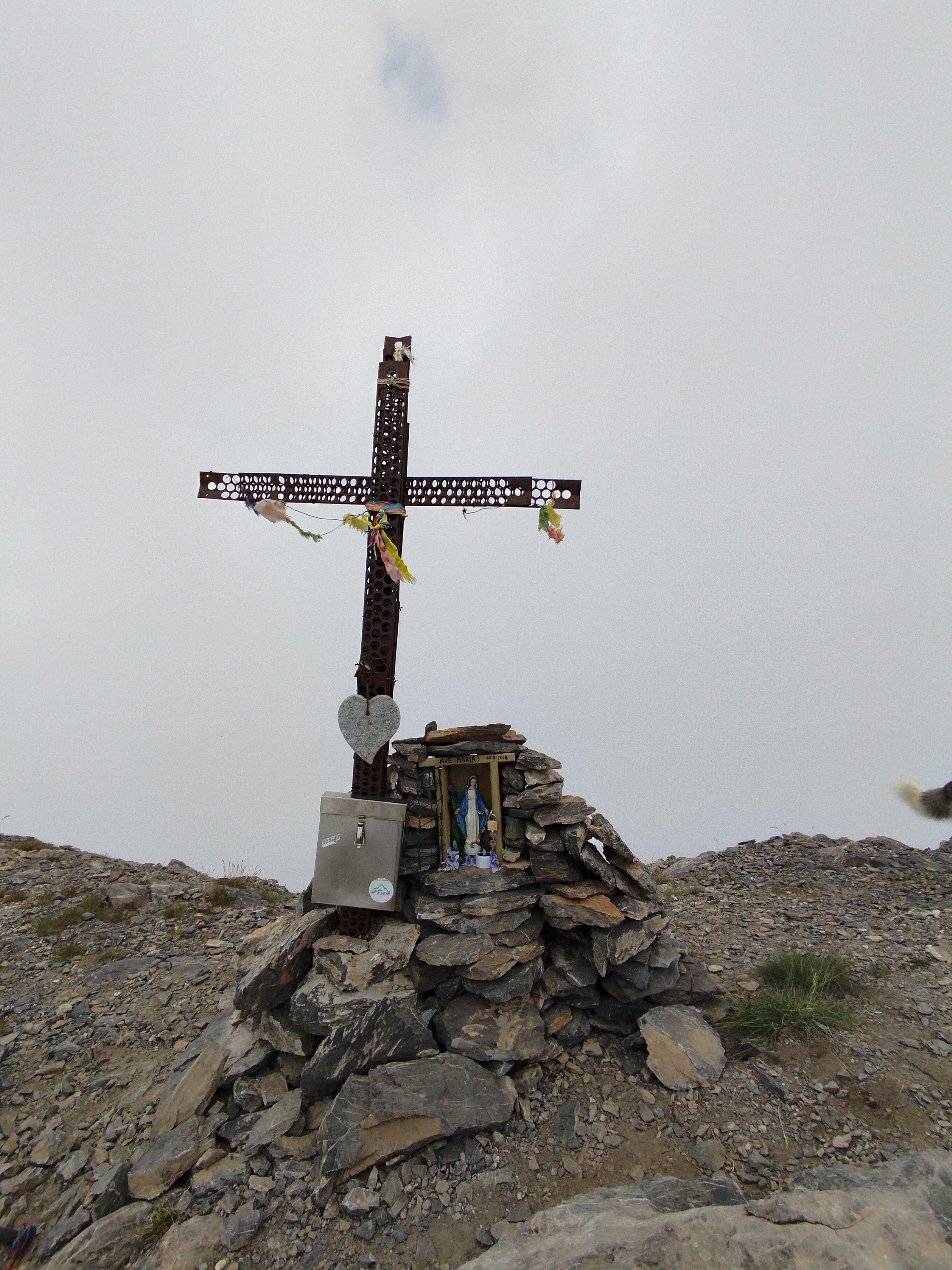
Cima del Monte Cassorso, la Croce (realizzata, come sul Monte Scaletta, con i resti di una mitragliatrice) e la Madonnina di vetta (10.08.2024).

Il monte Cassorso si compone di due cime, una principale sulla quale si trovano la Croce (realizzata con i resti di una mitragliatrice) e la Madonnina di vetta, e una posta a nord-est. .
Dal punto di vista geologico è costituito da rocce dolomitiche.

## Ascensione alla vetta

### Via normale
Durante il periodo estivo la cima può essere raggiunta dal Passo della Gardetta (2 437 m), seguendo la cresta. La salita, di tipo escursionistico, è calcolata in EE.

### Accesso invernale
La salita invernale si discosta da quella estiva, poiché l'ascensione avviene in gran parte per il canale nord-est, ben visibile dalla strada che dal Preit di Canosio porta al Passo della Gardetta. La difficoltà sci alpinistica è valutata in BS, con pendenze di poco superiori ai 30°.